# راجرز

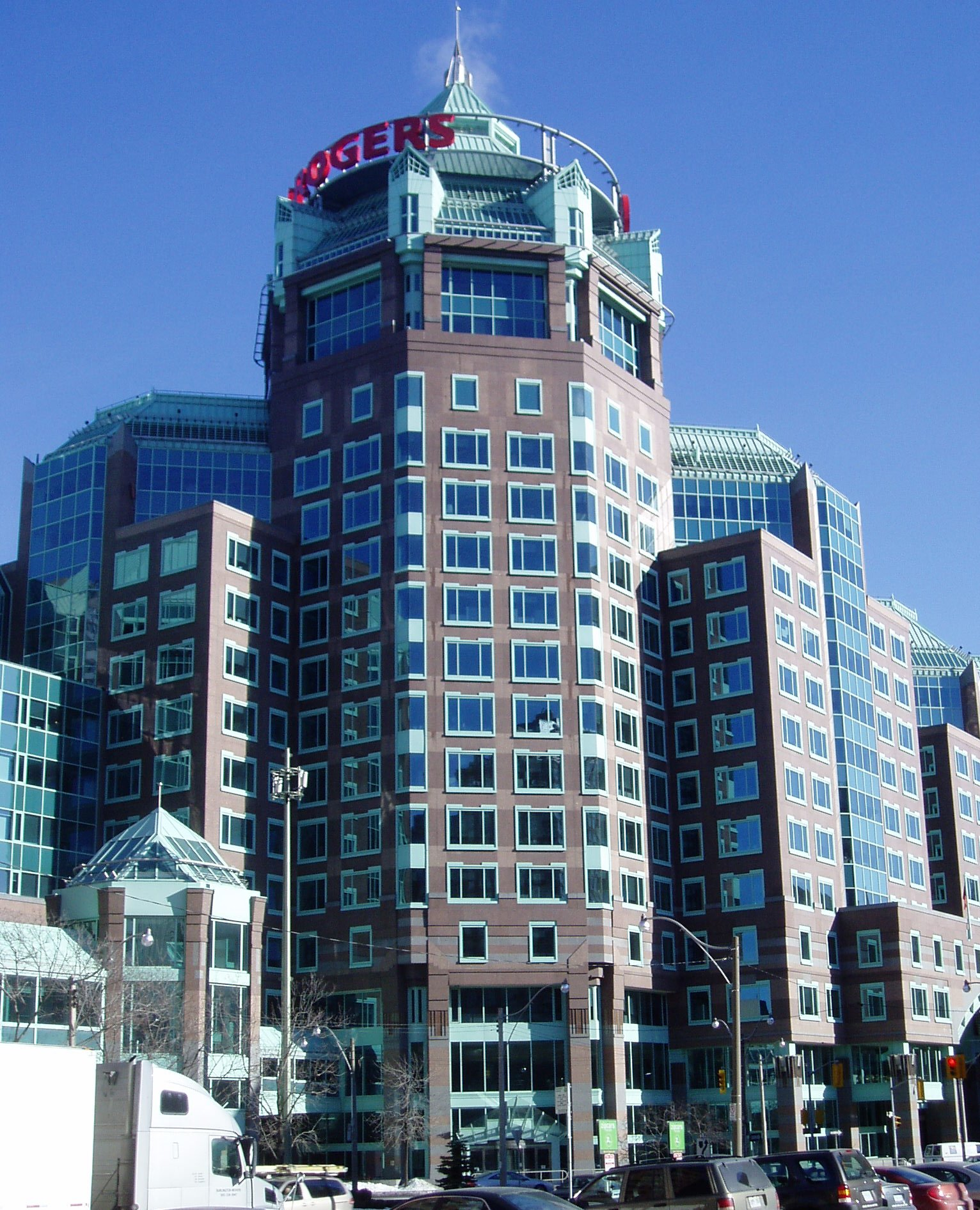
ساختمان راجرز، دفتر مرکزی شرکت راجرز در تورنتو

راجرز (به انگلیسی: Rogers) شرکت مخابرات و رسانه‌های گروهی کانادایی است، که در زمینه ارائه خطوط تلفن ثابت، شبکه تلفن همراه و مخابرات بی‌سیمی، همچنین دسترسی به اینترنت و عرضه سرویس‌های تلویزیون کابلی و تلویزیون دیجیتال فعالیت می‌نماید. این شرکت سرمایه‌گذاری گسترده‌ای نیز در عرصه رسانه‌های گروهی و حوزه انتشارات دارد.
در سال ۱۹۲۵ در پی ساخت نخستین رادیوی قابل اتصال به جریان متناوب (ای‌سی) توسط سر ادوارد راجرز، شرکت راجرز تاسیس شد. در ۱۹۳۹ ادوارد راجرز در سن ۳۹ سالگی درگذشت و درحالیکه تنها فرزند وی ادوارد ساموئل راجرز (تد راجرز) تنها ۵ سال داشت، شرکت راجرز به‌فروش گذاشته شد. ولی تد راجرز سالها بعد، شرکت راجرز را خریداری نمود.
امروزه شرکت راجرز از طریق شرکت تابعه راجرز کیبل؛ بزرگترین تامین‌کننده تلویزیون‌های کابلی، راجرز تلکام؛ پس از شرکت بل کانادا، دومین شرکت تلفن کانادا، راجرز وایرلس؛ بزرگترین عرضه‌کننده خدمات مخابرات بی‌سیم، راجرز مدیا؛ بزرگترین شرکت انتشاراتی کانادا به‌شمار می‌آید.
دفتر مرکزی این شرکت در ساختمان راجرز، واقع در شهر تورنتو، انتاریو مستقر می‌باشد و بخشی از سهام آن در بازارهای بورس نیویورک و بورس تورنتو معامله می‌شود.